# Defcon: Everybody Dies
Pour les articles homonymes, voir Defcon.
Defcon: Everybody Dies est un jeu vidéo édité en 2006 par la société britannique Introversion Software,,,.
Annoncé début 2006, le jeu est sorti le 29 septembre de la même année pour Windows. Des versions pour Mac OS X et Linux sont disponibles, et le jeu est proposé sur la plate-forme Steam. Codemasters a également distribué le jeu en version boîte à partir du 18 octobre 2007.
Le jeu tient son nom du système d'alerte des forces américaines DEFCON, dont le niveau va de 5 (paix) à 1 (guerre sur le territoire national). Alors que dans la réalité ce niveau est défini par l'état-major, dans le jeu ce système monte en fonction du temps.

## Synopsis
Chaque joueur incarne un général responsable d'une zone géographique de la terre (Europe, afrique, Asie...), terré au fond de son bunker anti-atomique. Par l'intermédiaire d'un écran épuré et déshumanisé, il attaque les installations militaires et les populations civiles adverses, tout en protégeant au possible les siennes.

## Avantage et inconvénient des différents zones
L'Amérique du Nord est facile à défendre, et les villes sont pour la plupart regroupées, par ailleurs de nombreux espaces sont vides et non peuplés. Sa position géographique lui offre une ouverture considérable sur les théâtres Pacifique et Atlantique, permettant au joueur de mener un combat naval de plusieurs côtés... à condition de ne pas trop disperser sa flotte.
L'Amérique latine est difficile à défendre, les villes étant éparpillées et très peu nombreuses, il faut les protéger au mieux. Même avantage que l'Amérique du Nord concernant l'ouverture sur les mers.
L'Europe est simple à défendre. Le territoire est de petite taille, les villes sont regroupées. Mais avec ces regroupements, de nombreux tirs de missiles bien placés peuvent facilement détruire la plupart des infrastructures. Au plan marin, l'Europe devra s'insérer dans la bataille qui aura lieu en Atlantique, probablement avec un peu de retard.
La Russie occupe une position particulière : elle est faite de grands espaces, mais les villes ne sont pas toutes regroupées, elles sont au contraire dispersées. Elle s'ouvre principalement sur le Pacifique, mais la présence en Arctique n'est pas à négliger si le joueur ne veut pas se faire surprendre par des sous marins.
L'Afrique est difficile à défendre par sa taille, mais sa taille facilite aussi sa défense et l'aviation ennemie ne peut pas faire de grande incursion. Sa position centrale sur les mers lui permet de mener le combat à peu près où bon lui semblera, sans trop de difficultés.

## Système de jeu
À l'instar des autres jeux d'Introversion Software, DEFCON se veut une simulation stylisée et minimaliste.
Le monde est découpé en six régions : l'Amérique du Nord, l'Amérique latine, l'Europe, l'Afrique, la Russie et l'Asie du Sud. Dans chaque région habitent 100 millions de personnes, réparties très inégalement dans une vingtaine de villes.
Il existe plusieurs modes de jeu. Dans le mode classique, les joueurs gagnent 2 points par million de civil tué et perdent 1 point par million de civil perdu. Dans le mode "Survivant", les joueurs partent avec un capital de 100 points et leur score final est le nombre de civils survivants, en millions. Dans le mode "Diplomatie", tous les joueurs sont alliés au début du jeu, mais pas pour longtemps.

## Unité
Dans Defcon, les joueurs disposent de plusieurs types d'unités par terrain.
Unités terrestres :
Les unités terrestres sont immobiles et peuvent être détruites par les bombes nucléaires. Les unités terrestres sont :
- Silo missile : les silos de missiles contiennent les missiles nucléaires que vous pouvez envoyer sur les villes ennemies ou les autres structures ennemies. Chaque silo contient 10 missiles. Ils servent aussi à abattre les missiles et unités aériennes ennemis.
- Base aérienne : les bases aériennes stockent les unités aériennes, qui sont les bombardiers et les chasseurs.
- Radar : les radars permettent de surveiller en permanence une zone précise de la carte.

Unités navales :
Les unités navales sont mobiles, et peuvent être détruites par des chasseurs, des bombardiers, des missiles ou d'autres unités navales, les unités navales sont :
- Porte-avions : les porte-avions permettent d'envoyer des bombardiers et des chasseurs en pleine mer, pour attaquer des cibles terrestres et aériennes.
- Navire de combat : les navires de combats peuvent détruire des navires, mais aussi des chasseurs et des bombardiers.
- Sous-marin : les sous-marins peuvent envoyer des missiles à courte portée. Chaque sous-marin dispose de 5 missiles. Ils sont particulièrement utiles pour leur capacité à se placer discrètement au plus proches des côtes, avant de déclencher le feu nucléaire sur les villes de bord de mer.

Unités aériennes :
Les unités aériennes sont mobiles et peuvent être détruites par des unités navales, aériennes ou terrestres. Les unités aériennes sont :
- Bombardiers : les bombardiers peuvent bombarder des cibles terrestres et navales. Chaque bombardier ne peut transporter qu'un missile.
- Chasseurs : les chasseurs servent à attaquer les unités navales et aériennes, ainsi qu'à des missions de reconnaissance du territoire ennemi.

## Phases de jeu
- Defcon 5 : Cette phase de jeu dure six minutes et consiste à placer sur son territoire des radars, des silos nucléaires et des bases aériennes, ainsi que déployer sa flotte navale.
- Defcon 4 : Cette phase de jeu dure six minutes et permet juste de voir les unités et installations ennemies à portée de radar, mais les combats ne sont pas autorisés.
- Defcon 3 : Cette phase de jeu dure huit minutes et permet les combats navals et aériens, avec les armes conventionnelles.
- Defcon 2 : Cette phase de jeu dure dix minutes et garde les règles du Defcon 3.
- Defcon 1 : Cette phase de jeu est la plus longue, elle permet l'utilisation des armes atomiques. Ces armes peuvent être lancées comme ICBM par les silos, à moyenne portée par les bombardiers ou à courte portée par les sous-marins. Leur but est essentiellement de frapper les villes civiles, auxquelles elles enlèvent 50 % de la population environ à chaque frappe.
- Fin du jeu : cette phase de jeu intervient quand il reste moins de 20 % des armes en jeu et dure 45 minutes au terme desquelles la partie est terminée et le plus grand score gagne (conditions modifiables).